# Barbra Streisand

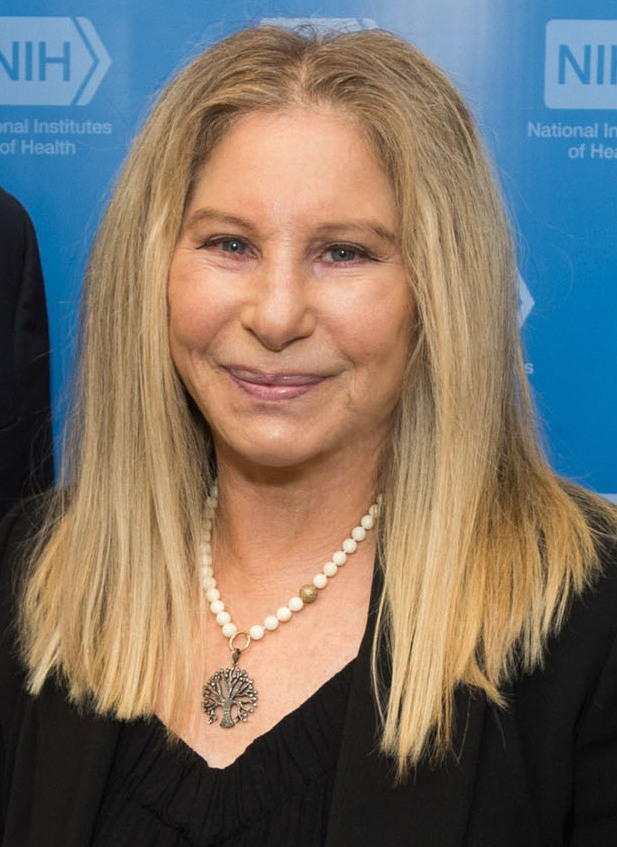
Barbra Streisand (2018)

Barbara Joan „Barbra“ Streisand (* 24. April 1942 in New York City) ist eine US-amerikanische Sängerin und Schauspielerin. Sie begann beim  Musical und ist mit über 145 Millionen verkauften Tonträgern eine der weltweit erfolgreichsten Sängerinnen.
Seit ihrem Durchbruch 1968 mit der Hauptrolle in dem Film Funny Girl wird sie auch zu den Stars des New Hollywood gezählt und konnte sich später mit eigenen Filmproduktionen und Regiearbeiten etablieren. Für ihre musikalischen Leistungen wurde sie mehrmals mit dem Grammy Award ausgezeichnet, außerdem gewann sie den Oscar als beste Hauptdarstellerin (Funny Girl) und für den besten Filmsong (Evergreen (Love Theme from A Star Is Born)) sowie mehrere Emmys, Golden Globe Awards und einen Special Tony Award. Sie ist die einzige Künstlerin, die in sechs aufeinanderfolgenden Jahrzehnten mit jeweils mindestens einem Album Platz eins der US-Charts belegte.

## Leben

### Familiärer Hintergrund
Barbra Streisand wurde 1942 als Tochter jüdischer Eltern im Brooklyner Stadtteil Williamsburg geboren. Die Großeltern väterlicherseits stammten aus Galizien. Ihr Vater Emanuel Streisand war Grundschullehrer und starb, als sie 15 Monate alt war. Ihre Mutter Diana Ida Rosen war Schulsekretärin und hatte mit Barbras Vater, ihrem ersten Ehemann, noch einen Sohn. Als Barbra Streisand sieben Jahre alt war, heiratete ihre Mutter Louis Kind. Aus dieser Ehe stammt Streisands Halbschwester Roslyn Kind, die ebenfalls Schauspielerin, Sängerin und Songwriterin wurde. Ein Jugendfreund war der spätere Schachweltmeister Bobby Fischer, der ebenfalls die Erasmus Hall High School in Flatbush besuchte.

### Musikkarriere

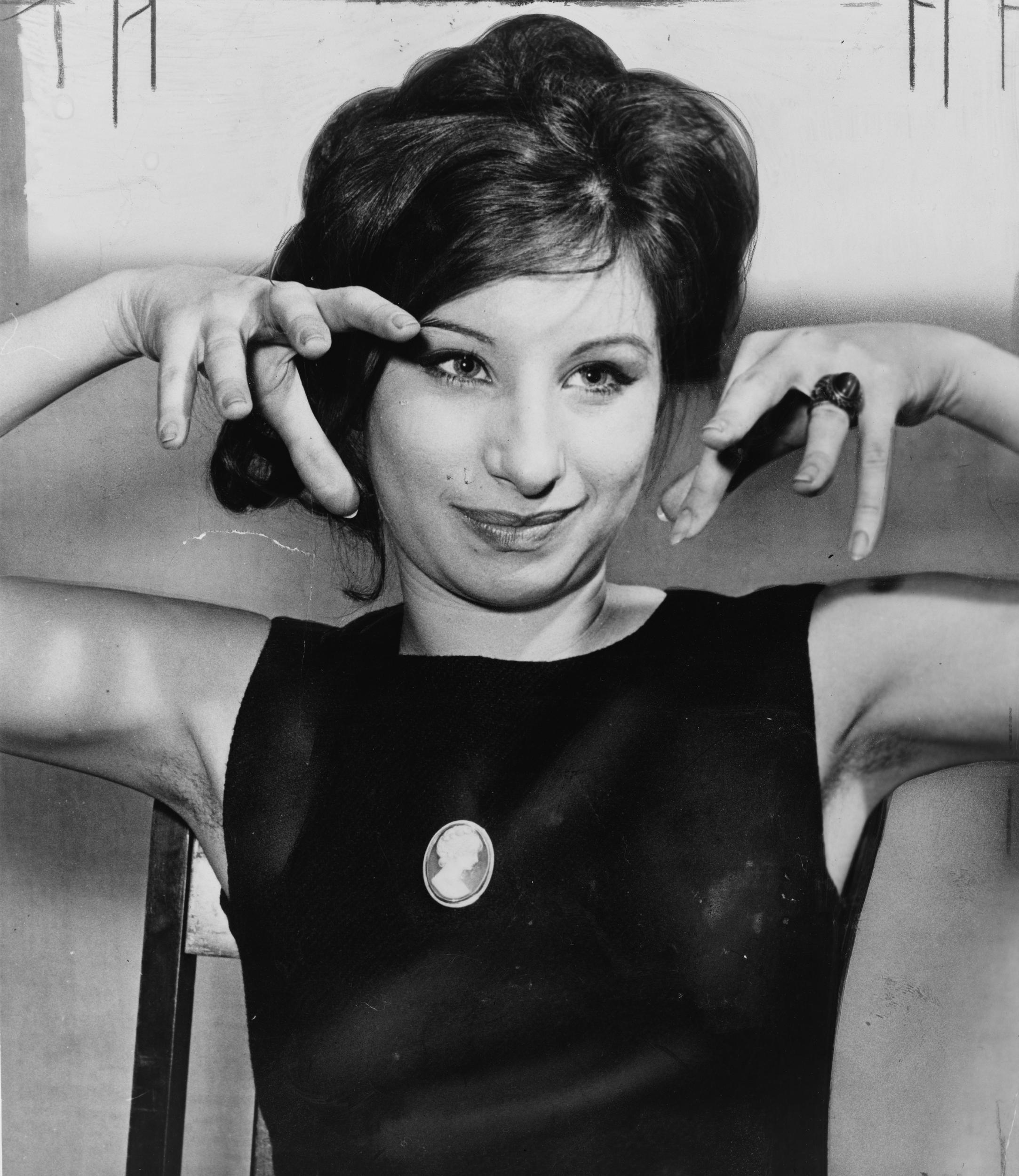
Barbra Streisand (1962)

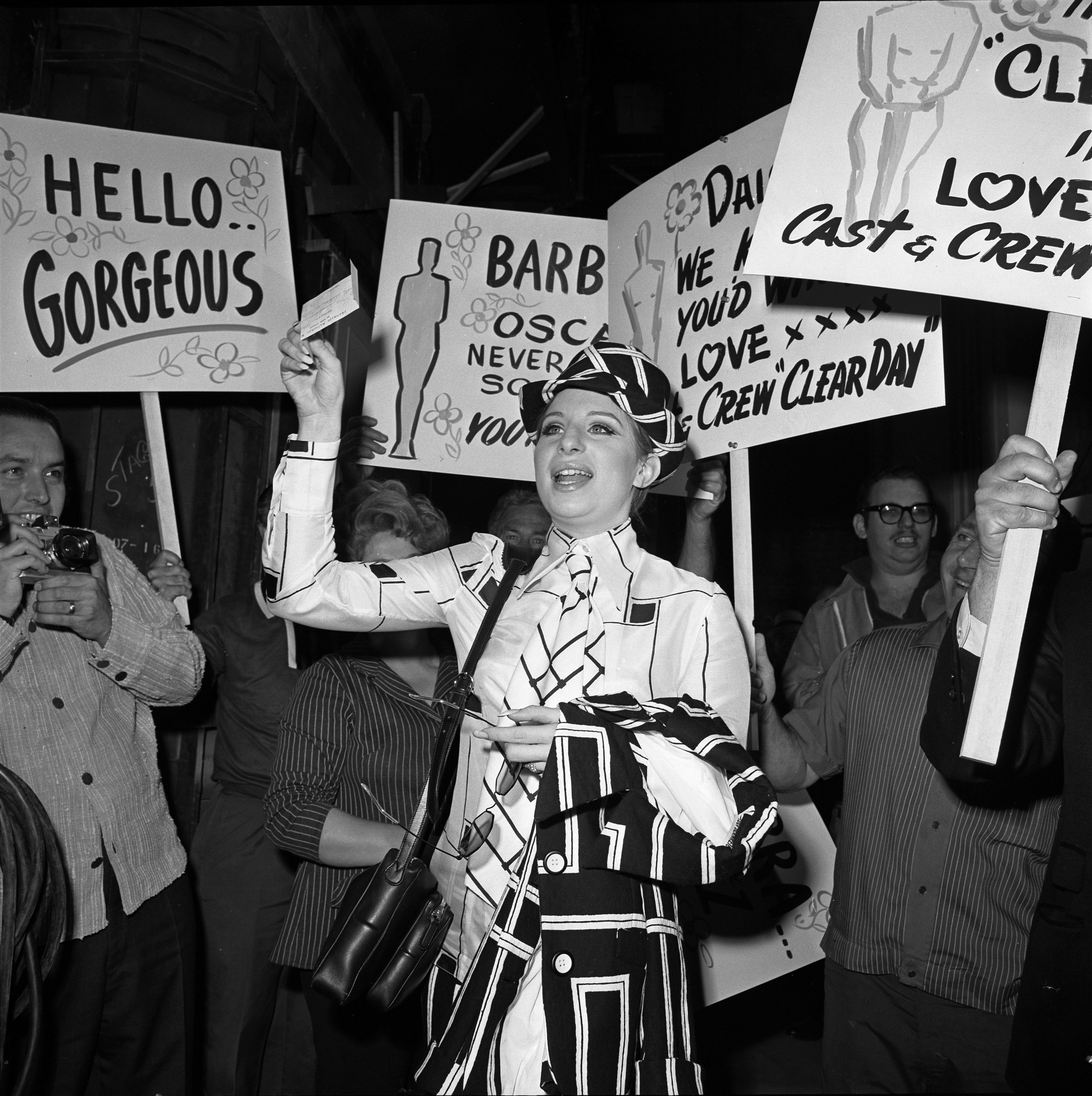
Empfang für Streisand nach ihrem Oscar-Gewinn (1969)

Im Dezember 1955 nahm die 13-jährige Barbra Streisand zwei Lieder für ein Demoband auf. Eine der Einspielungen war You’ll Never Know. Im Herbst 1957 war sie Honors Student (Schülerin mit sehr guten Leistungen) in ihrem Jahrgang. Im Schulchor sang sie gemeinsam mit Neil Diamond; beide lernten einander allerdings erst viele Jahre später zur Zeit ihres gemeinsamen Duetts You Don’t Bring Me Flowers persönlich kennen und sind bis heute befreundet.
Bereits als Teenager trat Streisand als Nachtklubsängerin auf. Weil sie eigentlich Schauspielerin werden wollte, spielte sie in dem Musical Driftwood und einigen anderen Sommertheater-Produktionen (Summer stock) mit. Ihre ersten Bühnenerfahrungen sammelte sie bereits 1958, als sie am Clinton Theater in drei Stücken auftrat.
1961 hatte sie ihren ersten Fernsehauftritt in der Tonight Show. Den ersten Plattenvertrag unterzeichnete sie 1962 bei Columbia Records. Ein geplantes Live-Album als Debüt wurde verworfen; stattdessen erschien The Barbra Streisand Album mit Studioaufnahmen. Es folgten weitere Gastspiele im Fernsehen, etwa in der Judy Garland Show 1963, wo sie Happy Days Are Here Again und Judy Garlands Get Happy sang. Beide Songs wurden von Garland zu einem Duett arrangiert. Nach diesen Erfolgen brachte sie bereits im Herbst 1963 mit The Second Barbra Streisand Album ihr zweites Album heraus. Für ihr erstes Album wurde sie 1964 mit zwei Grammys ausgezeichnet.
Ab 1961 bekam sie auch Engagements am Broadway. Ihre erste Rolle spielte sie in dem Musical I Can Get It For You Wholesale, eine weitere 1964 als Fanny Brice im Musical Funny Girl. Ihre ersten Schallplattenerfolge und der Hit am Broadway mit Funny Girl brachten ihr einen mehrjährigen Fernsehvertrag mit der Fernsehanstalt CBS, die bis Ende der 1960er Jahre TV-Specials mit ihr produzierte. Höhepunkt dieser Shows war die Live-Aufzeichnung eines Konzerts im New Yorker Central Park vor 300.000 Zuschauern bei freiem Eintritt. Den Oscar für die beste Hauptdarstellerin gewann sie 1969 für Funny Girl, eine Verfilmung des gleichnamigen Musicals. 1970 wurde Streisand mit einem Special Tony Award für ihre Broadway-Karriere im vorigen Jahrzehnt ausgezeichnet.
Nachdem Streisand in den 1960er Jahren mit künstlerischen und sehr erfolgreichen Songs aus Broadway-Musicals und Interpretationen im Bereich traditioneller Pop- und Jazzstandards bekannt geworden war, wechselte sie 1969 mit dem Album What About Today? erstmals in eine zeitgemäße musikalische Richtung unter Einfluss des Softrock und der Massen- und Jugendkultur. In den 1970er und frühen 1980er Jahren zählte sie mit ihrem unverwechselbaren, immer etwas dramatisch klingenden Gesangsstil zu den bedeutendsten Popsängerinnen, mit einem Repertoire zahlreicher Balladen, teilweise aus Filmsoundtracks. Ab dem Album Lazy Afternoon (1975) nahm sie auch immer wieder Songs im damals populären Disco-Stil auf. Dies gipfelte in dem Nummer-eins-Erfolg No More Tears (Enough Is Enough), einem Duett mit der damaligen „Queen of Disco“, Donna Summer.

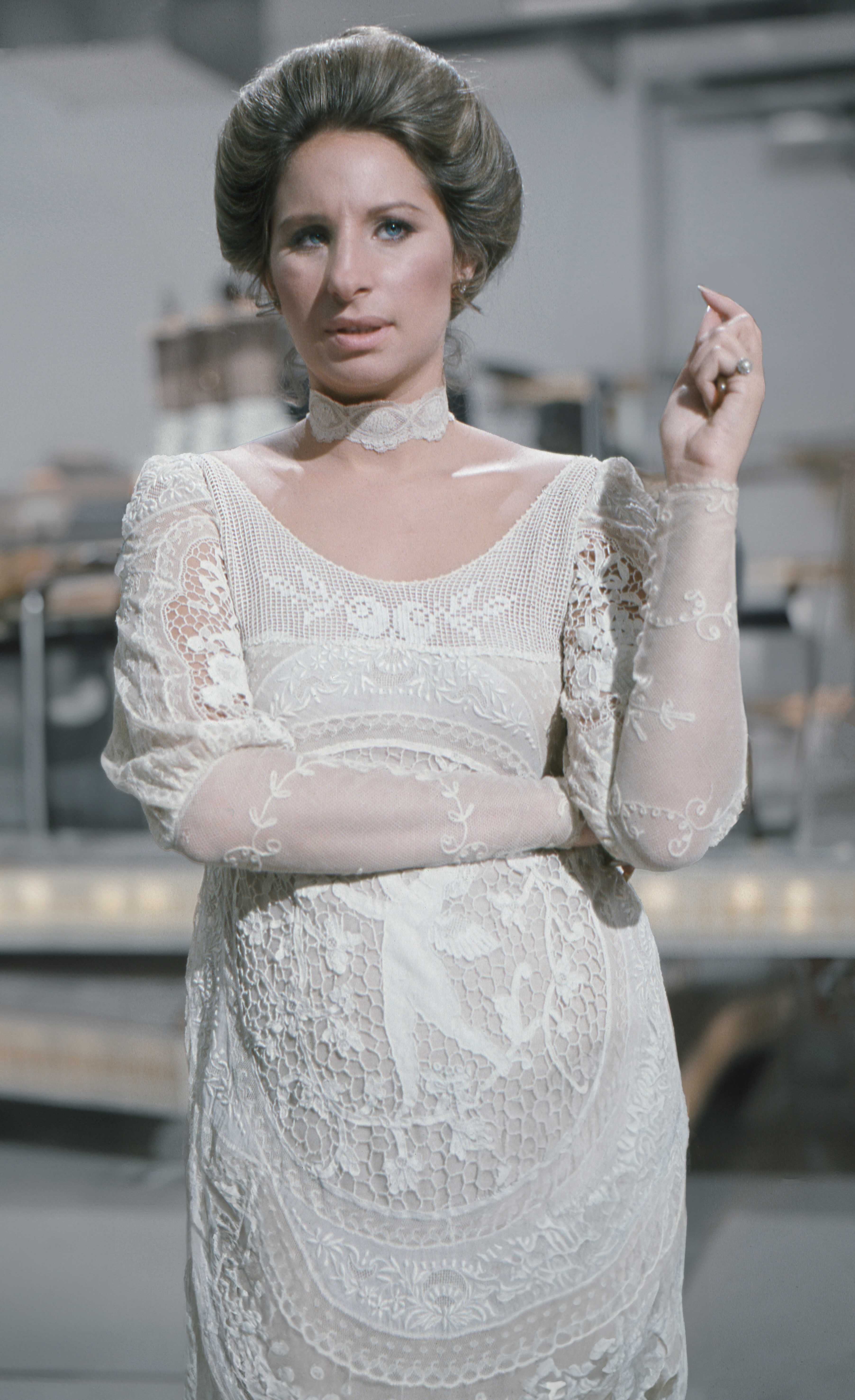
Barbra Streisand, Foto von Allan Warren, 1973

Einen zweiten Oscar erhielt sie 1977 für ihre Komposition Evergreen (Love Theme from A Star Is Born) für den Film A Star Is Born. Sie war die erste Frau, die mit diesem Preis ausgezeichnet wurde. Im selben Jahr wurde sie mit einem Stern auf dem Hollywood Walk of Fame verewigt. Zwischen 1970 und 1980 erhielt sie mehrmals den renommierten AGVA Georgie Award der Vereinigung amerikanischer Varietékünstler für ihre Leistungen auf der Musikbühne.
1980 erschien Streisands kommerziell erfolgreichstes Pop-Album Guilty, das von den Bee Gees produziert und aus dem der Welthit Woman in Love ausgekoppelt wurde. Erst mit The Broadway Album kehrte sie 1985 zu ihren musikalischen Wurzeln zurück, als sie unter der Leitung Stephen Sondheims einige seiner Musicalsongs aufnahm. Das Album wurde ein Verkaufsschlager und brachte ihr 1987 erneut den Grammy Award für die beste weibliche Pop-Gesangsdarbietung ein.
Insgesamt veröffentlichte sie, einschließlich ihrer Filmsoundtracks, mehr als sechzig Alben, für die sie mit über 50 Goldenen, über 30 Platin- und mehr als 18 Multi-Platin-Schallplatten ausgezeichnet wurde, womit sie in den All-Time-Charts an zweiter Stelle vor den Beatles und den Rolling Stones steht und nur von Elvis Presley übertroffen wird.
Im Sommer 2007 ging Streisand zum ersten Mal in Kontinentaleuropa auf Konzertreise, mit Stationen in Zürich, Wien, Paris, Berlin, Manchester, Dublin und London. 2012 ging Streisand in den USA auf ihre Back-to-Brooklyn-Tour. Diese führte sie 2013 erneut nach Europa mit Stationen in London, Amsterdam, Köln, Berlin und Tel Aviv.

### Filmkarriere
Ihr erster Film, Funny Girl, die 1968er Kinoversion des gleichnamigen Musicals, war ein großer Erfolg, für den sie einen Oscar als beste Hauptdarstellerin erhielt. Einen weiteren bedeutenden Erfolg feierte sie 1972 in der weiblichen Hauptrolle des Filmes Is’ was, Doc? unter der Regie von Peter Bogdanovich an der Seite von Ryan O’Neal. 1972 gründete sie außerdem die Produktionsfirma Barwoods Films, mit der sie ihre eigenen Filme produziert. Mit großem Erfolg produzierte sie Yentl, Nuts… Durchgedreht, Herr der Gezeiten und Liebe hat zwei Gesichter. Streisand führte bei mehreren Filmen auch Regie, etwa bei Yentl, bei dem sie Produzentin, Regisseurin, Drehbuchautorin und Hauptdarstellerin war. Die Beschäftigung mit dem in Yentl thematisierten Judentum zieht sich wie ein roter Faden durch Streisands Werke.
In ihren ersten Filmen wurde sie meist von Sabine Eggerth synchronisiert; seit den 1980er Jahren war Dagmar Heller ihre feste deutsche Stimme.

### Persönliches

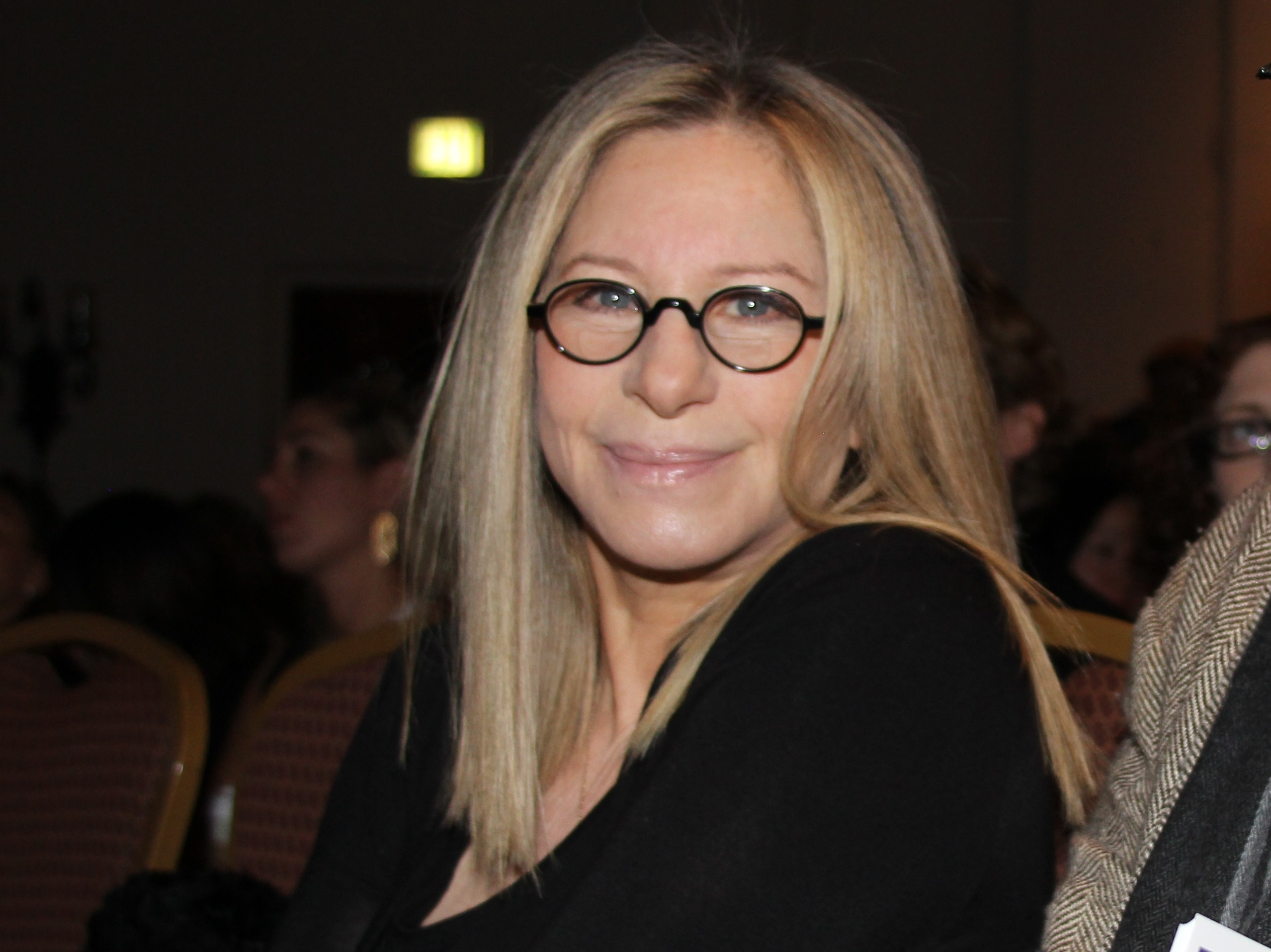
Barbra Streisand (2013)

Von 1963 bis 1971 war Streisand mit dem Schauspieler Elliott Gould verheiratet, mit dem sie den gemeinsamen Sohn Jason Gould hat. Dieser ist als Nebendarsteller in Streisands Film Herr der Gezeiten zu sehen. 1998 heiratete sie den Schauspieler James Brolin.
Streisand engagiert sich seit 1986 mit der Streisand Foundation für zahlreiche Wohltätigkeitsprojekte. Sie hat sich immer für die liberale demokratische Partei der USA engagiert. Sie war 1971 auch aus diesem Grund Teil der Feindesliste des republikanischen Präsidenten Richard Nixon.
2023 veröffentlichte Streisand mit My Name Is Barbra ihre Autobiografie, deren deutschsprachige Übersetzung 2024 erschien.

## Erwähnungen in der populären Kultur
Streisand wird oft in der Animationsserie South Park erwähnt, in der Folge Robo Streisand der ersten Staffel ist sie sogar eine Hauptperson. In der Sitcom Die Nanny war sie immer wieder Thema und wurde dort als großes Vorbild der von Fran Drescher dargestellten Hauptfigur bezeichnet, genauso wie in Glee, wo sie von Rachel Berry als eines ihrer Idole genannt wird. Auch in Filmen wie In & Out oder Fear and Loathing in Las Vegas wird Streisand erwähnt. Im Musikvideo zu dem Lied Barbra Streisand der Band Duck Sauce wird sie von einer Schauspielerin dargestellt.
Ebenfalls auf Barbra Streisand zurückzuführen war 2003 die Benennung des Streisand-Effekts, mit dem das mediale Phänomen beschrieben wird, dass der Versuch der Unterdrückung einer Information diese einem größeren Publikum erst bekanntmacht. Sie hatte versucht, die Veröffentlichung einer von 12.000 Luftaufnahmen der Küste Kaliforniens gerichtlich untersagen zu lassen, weil ihr Haus darauf zu sehen war. Das bis dahin unwichtige Foto verbreitete sich lawinenartig im Internet.
2016 wurde sie zur Vorsitzenden eines Komitees für ein Kunstzentrum am Ground Zero in Manhattan ernannt, das aus drei Sälen in einem Gebäudekubus bestehen soll.

## Filmografie

### Kinofilme
- 1968: Funny Girl
- 1969: Hello, Dolly!
- 1970: Einst kommt der Tag… (On a Clear Day You Can See Forever)
- 1970: Die Eule und das Kätzchen (The Owl And The Pussycat)
- 1972: Is’ was, Doc? (What’s Up, Doc?)
- 1972: Sandkastenspiele (Up the Sandbox)
- 1973: So wie wir waren (The Way We Were/Cherie Bitter)
- 1974: Bei mir liegst du richtig (For Pete’s Sake)
- 1975: Funny Lady
- 1976: A Star Is Born (auch Musik)
- 1979: Was, du willst nicht? (The Main Event, auch Produktion)
- 1981: Jede Nacht zählt (All Night Long)
- 1983: Yentl (auch Regie und Produktion)
- 1984: Sunday Night Live (Fernsehfilm)
- 1987: Nuts… Durchgedreht (Nuts, auch Produktion und Musik)
- 1991: Herr der Gezeiten (The Prince of Tides, auch Regie und Produktion)
- 1996: Liebe hat zwei Gesichter (The Mirror Has Two Faces, auch Regie, Produktion und Musik)
- 2004: Meine Frau, ihre Schwiegereltern und ich (Meet the Fockers)
- 2010: Meine Frau, unsere Kinder und ich (Little Fockers)
- 2012: Unterwegs mit Mum (The Guilt Trip)

### Fernsehspecials
- 1965: My Name Is Barbra
- 1966: Color Me Barbra
- 1967: The Belle of 14th Street
- 1968: A Happening in Central Park
- 1973: Barbra Streisand… and Other Musical Instruments
- 1975: Funny Girl to Funny Lady
- 1976: Barbra: With One More Look at You
- 1983: A Film Is Born: The Making of ‘Yentl’
- 1986: Putting It Together: The Making of The Broadway Album
- 1987: One Voice
- 1994: Barbra Streisand: The Concert
- 2001: Barbra Streisand: Timeless
- 2009: Streisand: Live in Concert
- 2009: Friday Night with Streisand and Ross

## Bühnenauftritte
Broadway
- 1961–1963: I Can Get It for You Wholesale
- 1964–1965: Funny Girl

West End
- 1966: Funny Girl

## Diskografie
Studioalben

| Jahr | Titel                                          | Höchstplatzierung, Gesamtwochen, AuszeichnungChartplatzierungen (Jahr, Titel, Platzierungen, Wochen, Auszeichnungen, Anmerkungen) | Höchstplatzierung, Gesamtwochen, AuszeichnungChartplatzierungen (Jahr, Titel, Platzierungen, Wochen, Auszeichnungen, Anmerkungen) | Höchstplatzierung, Gesamtwochen, AuszeichnungChartplatzierungen (Jahr, Titel, Platzierungen, Wochen, Auszeichnungen, Anmerkungen) | Höchstplatzierung, Gesamtwochen, AuszeichnungChartplatzierungen (Jahr, Titel, Platzierungen, Wochen, Auszeichnungen, Anmerkungen) | Höchstplatzierung, Gesamtwochen, AuszeichnungChartplatzierungen (Jahr, Titel, Platzierungen, Wochen, Auszeichnungen, Anmerkungen) | Anmerkungen |
| Jahr | Titel                                          | DE | AT | CH | UK | US | Anmerkungen |
| ---- | ---------------------------------------------- | --- | --- | --- | --- | --- | --- |
| 1963 | The Barbra Streisand Album                     | — | — | — | — | US8 Gold · (101 Wo.)US | Erstveröffentlichung: 25. Februar 1963 Verkäufe: + 500.000 3× Grammy / Grammy Hall of Fame                         |
| 1963 | The Second Barbra Streisand Album              | — | — | — | — | US2 Gold · (74 Wo.)US | Erstveröffentlichung: August 1963 Verkäufe: + 500.000                                                              |
| 1964 | The Third Barbra Streisand Album               | — | — | — | — | US5 Gold · (74 Wo.)US | Erstveröffentlichung: Februar 1964 Verkäufe: + 500.000                                                             |
| 1964 | People                                         | — | — | — | — | US1 Platin · (84 Wo.)US | Erstveröffentlichung: September 1964 Verkäufe: + 1.000.000 Grammy                                                  |
| 1965 | My Name Is Barbra                              | — | — | — | — | US2 Gold · (68 Wo.)US | Erstveröffentlichung: Mai 1965 Verkäufe: + 500.000 Album zur gleichnamigen TV-Show vom 28. April 1965              |
| 1965 | My Name Is Barbra, Two…                        | — | — | — | UK6 (22 Wo.)UK | US2 Platin · (48 Wo.)US | Erstveröffentlichung: Oktober 1965 Verkäufe: + 1.000.000 Grammy                                                    |
| 1966 | Color Me Barbra                                | DE33 (1 Wo.)DE | — | — | — | US3 Gold · (36 Wo.)US | Erstveröffentlichung: März 1966 Verkäufe: + 500.000 Album zur gleichnamigen TV-Show vom 30. März 1966              |
| 1966 | Je m’appelle Barbra                            | — | — | — | — | US5 Gold · (29 Wo.)US | Erstveröffentlichung: Oktober 1966 Verkäufe: + 500.000                                                             |
| 1967 | Simply Streisand                               | — | — | — | — | US12 Gold · (23 Wo.)US | Erstveröffentlichung: Oktober 1967 Verkäufe: + 500.000                                                             |
| 1969 | What About Today?                              | — | — | — | — | US31 (17 Wo.)US | Erstveröffentlichung: Juli 1969                                                                                    |
| 1971 | Stoney End                                     | — | — | — | UK28 (2 Wo.)UK | US10 Platin · (29 Wo.)US | Erstveröffentlichung: Februar 1971 Verkäufe: + 1.000.000                                                           |
| 1971 | Barbra Joan Streisand                          | — | — | — | — | US11 Gold · (26 Wo.)US | Erstveröffentlichung: August 1971 Verkäufe: + 500.000                                                              |
| 1973 | Barbra Streisand…and Other Musical Instruments | — | — | — | — | US64 (? Wo.)US | Erstveröffentlichung: November 1973 Album zur gleichnamigen TV-Show vom 2. November 1973                           |
| 1974 | Butterfly                                      | — | — | — | — | US13 Gold · (24 Wo.)US | Erstveröffentlichung: 1. Oktober 1974 Verkäufe: + 500.000                                                          |
| 1975 | Lazy Afternoon                                 | — | — | — | — | US12 Gold · (20 Wo.)US | Erstveröffentlichung: 14. Oktober 1975 Verkäufe: + 500.000                                                         |
| 1976 | Classical Barbra                               | — | — | — | — | US46 Gold · (14 Wo.)US | Erstveröffentlichung: Februar 1976 Verkäufe: + 500.000                                                             |
| 1977 | Streisand Superman                             | — | — | — | UK32 (9 Wo.)UK | US3 ×2Doppelplatin · (25 Wo.)US                                                                                                   | Erstveröffentlichung: Juni 1977 Verkäufe: + 2.135.000                                                              |
| 1978 | Songbird                                       | — | — | — | UK48 Silber · (2 Wo.)UK | US12 Platin · (27 Wo.)US | Erstveröffentlichung: Mai 1978 Verkäufe: + 1.195.000                                                               |
| 1979 | Wet                                            | — | — | — | UK25 Gold · (13 Wo.)UK | US7 Platin · (26 Wo.)US | Erstveröffentlichung: Oktober 1979 Verkäufe: + 1.270.000                                                           |
| 1980 | Guilty                                         | DE4 Platin · (31 Wo.)DE | AT1 (26 Wo.)AT | — | UK1 Platin · (83 Wo.)UK | US1 ×5Fünffachplatin · (49 Wo.)US                                                                                                 | Erstveröffentlichung: 23. September 1980 Verkäufe: + 20.000.000 Produzent: Barry Gibb                              |
| 1982 | Love Songs                                     | — | — | — | UK1 Platin · (130 Wo.)UK | — | Erstveröffentlichung: 1982 Verkäufe: + 300.000                                                                     |
| 1984 | Emotion                                        | DE40 (3 Wo.)DE | AT13 (10 Wo.)AT | CH17 (4 Wo.)CH | UK15 Gold · (12 Wo.)UK | US19 Platin · (28 Wo.)US | Erstveröffentlichung: 9. Oktober 1984 Verkäufe: + 1.290.000                                                        |
| 1985 | The Broadway Album                             | — | AT29 (4 Wo.)AT | — | UK3 Gold · (16 Wo.)UK | US1 ×4Vierfachplatin · (50 Wo.)US                                                                                                 | Erstveröffentlichung: 5. November 1985 Verkäufe: + 4.430.000 Grammy                                                |
| 1988 | Till I Loved You                               | DE33 (11 Wo.)DE | — | CH16 Gold · (12 Wo.)CH | UK29 Gold · (13 Wo.)UK | US10 Platin · (26 Wo.)US | Erstveröffentlichung: 25. Oktober 1988 Verkäufe: + 1.345.000                                                       |
| 1993 | Back to Broadway                               | DE81 (9 Wo.)DE | AT37 (5 Wo.)AT | — | UK4 Gold · (18 Wo.)UK | US1 ×2Doppelplatin · (49 Wo.)US                                                                                                   | Erstveröffentlichung: 29. Juni 1993 Verkäufe: + 2.235.000                                                          |
| 1997 | Higher Ground                                  | DE35 (17 Wo.)DE | AT42 (2 Wo.)AT | CH15 (15 Wo.)CH | UK12 Gold · (13 Wo.)UK | US1 ×3Dreifachplatin · (27 Wo.)US                                                                                                 | Erstveröffentlichung: 11. November 1997 Verkäufe: + 3.627.500                                                      |
| 1999 | A Love Like Ours                               | DE48 (6 Wo.)DE | AT45 (2 Wo.)AT | CH39 (3 Wo.)CH | UK12 Gold · (11 Wo.)UK | US6 Platin · (23 Wo.)US | Erstveröffentlichung: 21. September 1999 Verkäufe: + 1.192.500                                                     |
| 2003 | The Movie Album                                | DE85 (1 Wo.)DE | — | — | UK25 Silber · (5 Wo.)UK | US5 Gold · (14 Wo.)US | Erstveröffentlichung: 14. Oktober 2003 Verkäufe: + 789.000                                                         |
| 2005 | Guilty Pleasures                               | DE31 (6 Wo.)DE | AT20 (7 Wo.)AT | CH51 (6 Wo.)CH | UK3 Platin · (18 Wo.)UK | US5 Gold · (19 Wo.)US | Erstveröffentlichung: 20. September 2005 Verkäufe: + 872.500 Nachfolgealbum zu Guilty (1980) Produzent: Barry Gibb |
| 2009 | Love Is the Answer                             | DE28 (7 Wo.)DE | AT10 (9 Wo.)AT | CH32 (5 Wo.)CH | UK1 Gold · (10 Wo.)UK | US1 Gold · (14 Wo.)US | Erstveröffentlichung: 29. September 2009 Verkäufe: + 634.000                                                       |
| 2011 | What Matters Most                              | DE18 (4 Wo.)DE | AT29 (4 Wo.)AT | CH28 (5 Wo.)CH | UK7 (5 Wo.)UK | US4 (10 Wo.)US | Erstveröffentlichung: 23. August 2011 Lyrics von Alan und Marilyn Bergman                                          |
| 2014 | Partners                                       | DE9 (6 Wo.)DE | AT10 (10 Wo.)AT | CH16 (6 Wo.)CH | UK2 Platin · (22 Wo.)UK | US1 Platin · (24 Wo.)US | Erstveröffentlichung: 16. September 2014 Verkäufe: + 1.480.000                                                     |
| 2016 | Encore: Movie Partners Sing Broadway           | DE23 (3 Wo.)DE | AT2 (5 Wo.)AT | CH24 (3 Wo.)CH | UK1 (7 Wo.)UK | US1 (11 Wo.)US | Erstveröffentlichung: 26. August 2016 Verkäufe: + 600.000                                                          |
| 2018 | Walls                                          | DE34 (2 Wo.)DE | AT18 (3 Wo.)AT | CH19 (2 Wo.)CH | UK6 Silber · (8 Wo.)UK | US12 (2 Wo.)US | Erstveröffentlichung: 2. November 2018                                                                             |
| 2025 | The Secret of Life: Partners, Volume Two       | DE22 (1 Wo.)DE | AT14 (2 Wo.)AT | CH23 (1 Wo.)CH | UK40 (1 Wo.)UK | US31 (1 Wo.)US | Erstveröffentlichung: 27. Juni 2025                                                                                |

grau schraffiert: keine Chartdaten aus diesem Jahr verfügbar

## Künstlerauszeichnungen
Academy Award
- Auszeichnungen

1969: Beste Hauptdarstellerin (Funny Girl)
1977: Bester Filmsong (Evergreen (Love Theme from „A Star Is Born“))
- Nominierungen

1974: Beste Hauptdarstellerin (So wie wir waren)
1992: Bester Film (Herr der Gezeiten)
1997: Bester Filmsong (I Finally Found Someone)
AGVA Georgie Award
1970: Entertainer des Jahres
1972: Sänger(in) des Jahres
1977: Sänger(in) des Jahres
1980: Sänger(in) des Jahres
American Film Institute
2001: AFI Life Achievement Award
Cable ACE Award
1995: Beste Leistung in einem Musical oder einer Serie (Barbra Streisand: The Concert)
1995: Beste Regie in einem Musical oder einer Serie (Barbra Streisand: The Concert)
David di Donatello
- 1974: Beste ausländische Hauptdarstellerin (So wie wir waren) (gemeinsam mit Tatum O’Neal für Paper Moon)

Emmy
- Auszeichnungen

1965: Herausragende Leistungen in der Unterhaltung (My Name Is Barbra)
1995: Herausragendes Varieté-, Musik- oder Comedyspecial (Barbra Streisand: The Concert)
1995: Herausragende Individuelle Leistung in einer Varieté- oder Musiksendung (Barbra Streisand: The Concert)
2001: Herausragende Individuelle Leistung in einer Varieté- oder Musiksendung (Barbra Streisand: Timeless)
- Nominierungen

1964: Herausragende Leistung in einer Varieté- oder musikalischen Sendung (The Judy Garland Show)
1969: Herausragende Varieté- oder musikalische Sendung (Barbra Streisand: A Happening in Central Park)
1974: Herausragendes Comedy-Varieté-, Varieté- oder Musikspecial (Barbra Streisand … and Other Musical Instruments)
1995: Herausragender Fernsehfilm (Serving in Silence: The Margarethe Cammermeyer Story)
1995: Herausragende Individuelle Leistung in der Regie einer Varieté- oder Musiksendung (Barbra Streisand: The Concert)
Goldene Himbeere
- Nominierung

1982: Schlechteste Schauspielerin (Jede Nacht zählt)
1984: Schlechtester Schauspieler (Yentl, für ihre Rolle als Mann)
2011: Schlechteste Nebendarstellerin (Meine Frau, unsere Kinder und ich)
2013: Schlechteste Schauspielerin (Unterwegs mit Mum)
Golden Globe Award
- Auszeichnungen

1969: Beste Hauptdarstellerin – Komödie oder Musical (Funny Girl)
1970: Henrietta Award als Beliebteste Schauspielerin
1971: Henrietta Award als Beliebteste Schauspielerin
1975: Henrietta Award als Beliebteste Schauspielerin
1977: Bester Original-Filmsong (Evergreen (Love Theme from A Star Is Born))
1977: Beste Hauptdarstellerin – Komödie oder Musical (A Star Is Born)
1978: Henrietta Award als Beliebteste Schauspielerin
1984: Beste Regie (Yentl)
2000: Cecil B. deMille Award für ihr Lebenswerk
- Nominierungen

1970: Beste Hauptdarstellerin – Komödie oder Musical (Hello, Dolly!)
1971: Beste Hauptdarstellerin – Komödie oder Musical (Die Eule und das Kätzchen)
1974: Beste Hauptdarstellerin – Drama (So wie wir waren)
1976: Beste Hauptdarstellerin – Komödie oder Musical (Funny Lady)
1984: Beste Hauptdarstellerin – Komödie oder Musical (Yentl)
1988: Bester Film – Drama (Nuts… Durchgedreht)
1988: Beste Hauptdarstellerin – Drama (Nuts… Durchgedreht)
1992: Beste Regie (Herr der Gezeiten)
1997: Bester Original-Filmsong (I Finally Found Someone)
1997: Beste Hauptdarstellerin – Komödie oder Musical (Liebe hat zwei Gesichter)
Grammy Award
- Auszeichnungen

1964: Album des Jahres (The Barbra Streisand Album)
1964: Beste weibliche Gesangsdarbietung (The Barbra Streisand Album)
1965: Beste weibliche Gesangsdarbietung (People)
1966: Beste weibliche Gesangsdarbietung (My Name Is Barbra)
1978: Song des Jahres (Evergreen (Love Theme from A Star Is Born), mit Paul Williams)
1978: Beste weibliche Pop-Gesangsdarbietung (Evergreen (Love Theme from A Star Is Born))
1981: Beste Pop-Darbietung eines Duos oder einer Gruppe mit Gesang (Guilty, mit Barry Gibb)
1987: Beste weibliche Pop-Gesangsdarbietung (The Broadway Album)
1992: Grammy Legend Award
1995: Grammy Lifetime Achievement Award
2004: Grammy Hall of Fame Award (Funny Girl. Original Broadway Cast Recording)
2006: Grammy Hall of Fame Award (The Barbra Streisand Album)
2008: Grammy Hall of Fame Award (The Way We Were)
2011: MusiCares Person des Jahres
- Nominierungen

1964: Single des Jahres (Happy Days Are Here Again)
1965: Single des Jahres (People)
1965: Album des Jahres (People)
1966: Album des Jahres (My Name Is Barbra)
1967: Album des Jahres (Color Me Barbra)
1967: Beste weibliche Gesangsdarbietung (Color Me Barbra)
1969: Beste zeitgenössische weibliche Pop-Gesangsdarbietung (Funny Girl. Original Motion Picture Soundtrack)
1973: Beste weibliche Pop-Gesangsdarbietung (Sweet Inspiration/Where You Lead)
1977: Beste klassische Solo-Gesangsdarbietung (Classical Barbra)
1978: Single des Jahres (Evergreen (Love Theme from A Star Is Born))
1978: Beste Originalmusik geschrieben für einen Film oder ein Fernsehspecial (A Star Is Born)
1979: Single des Jahres (You Don’t Bring Me Flowers, mit Neil Diamond)
1979: Beste weibliche Pop-Gesangsdarbietung (You Don’t Bring Me Flowers – Solo Version)
1979: Beste Pop-Darbietung eines Duos oder einer Gruppe mit Gesang (You Don’t Bring Me Flowers, mit Neil Diamond)
1981: Single des Jahres (Woman in Love)
1981: Album des Jahres (Guilty)
1981: Beste weibliche Pop-Gesangsdarbietung (Woman in Love)
1987: Album des Jahres (The Broadway Album)
1988: Beste weibliche Pop-Gesangsdarbietung (One Voice)
1988: Bestes Konzert-Musikvideo (One Voice)
1992: Beste Traditionelle Pop-Gesangsdarbietung (Warm All Over)
1994: Beste Pop-Darbietung eines Duos oder einer Gruppe mit Gesang (The Music of the Night, mit Michael Crawford)
1994: Beste Traditionelle Pop-Gesangsdarbietung (Back to Broadway)
1995: Beste weibliche Pop-Gesangsdarbietung (Ordinary Miracles)
1995: Beste Traditionelle Pop-Gesangsdarbietung (Barbra Streisand: The Concert)
1998: Beste Pop-Zusammenarbeit mit Gesang (I Finally Found Someone, mit Bryan Adams)
1998: Beste Pop-Zusammenarbeit mit Gesang (Tell Him, mit Céline Dion)
2001: Bestes Traditionelles Pop-Gesangsalbum (Timeless: Live in Concert)
2003: Bestes Traditionelles Pop-Gesangsalbum (Christmas Memories)
2004: Bestes Traditionelles Pop-Gesangsalbum (The Movie Album)
2008: Bestes Traditionelles Pop-Gesangsalbum (Live in Concert 2006)
2011: Bestes Traditionelles Pop-Gesangsalbum (Love Is the Answer)
2012: Bestes Traditionelles Pop-Gesangsalbum (What Matters Most)
2015: Bestes Traditionelles Pop-Gesangsalbum (Partners)
Human Rights Campaign Award
2004: Humanitarian Award
New York Drama Critics Poll Award
1962: Beste Nebendarstellerin in einem Musical (I Can Get It for You Wholesale)
Peabody Award
1966: My Name Is Barbra
1995: Barbra Streisand: The Concert
People’s Choice Award
1975: Beliebteste Filmschauspielerin
1975: Beliebteste Sängerin
1977: Beliebteste Filmschauspielerin
1978: Beliebteste Filmschauspielerin
1984: Beliebteste Unterhaltungskünstlerin
Rose von Montreux
1974: Silberne Rose für „Barbra Streisand and other Musical Instruments“
1986: Produzentenpreis für „One Voice“
Tony Award
- Auszeichnung

1970: Special Tony Award als „Schauspielerin des Jahrzehnts“
- Nominierungen

1962: Beste Nebendarstellerin in einem Musical (I Can Get It for Your Wholesale)
1964: Beste Hauptdarstellerin in einem Musical (Funny Girl)
Presidential Medal of Freedom
2015

Trophee National Midem
1965–66
Screen Actors Guild Award
2024: Screen Actors Guild Life Achievement Award

## Publikationen
- 2023: My Name is Barbra, Memoiren, Random House, ISBN 978-0-525-42952-4[16]
  - Mein Name ist Barbra, Luftschacht, Wien 2024, ISBN  978-3-903422-50-6.

## Film
- Barbra Streisand – Geburt einer Diva 1942–1984. Regie: Nicolas Maupied, Frankreich, Arte, 2015